# Eugen Diederichs
Eugen Diederichs (22 iunie 1867 – 10 septembrie 1930) a fost un editor german, fondator și proprietar al editurii Eugen Diederichs Verlag. 

## Biografie
S-a născut în localitatea Löbitz din provincia Saxonia a Regatului Prusiei.
Diederichs a fondat o editură la Florența (Italia) în anul 1896. S-a mutat apoi la Leipzig, unde a publicat primele opere literare ale lui Hermann Hesse, și de acolo la Jena, în 1904. A început publicarea revistei Die Tat în 1912. Editura lui, Eugen Diederichs Verlag, a jucat un rol central în cadrul mișcării conservatoare revoluționare sau neo-conservatoare din Germania la sfârșitul secolului al XIX-lea și începutul secolului al XX-lea.
Diedrichs s-a căsătorit cu Helene Voigt în 1898; cuplul s-a despărțit în 1911. El s-a recăsătorit cu scriitoarea Lulu von Strauß und Torney în 1916. Diederichs a murit la Jena, în 1930.
Începând din 1988, Diederichs a devenit o marcă a editurii germane Hugendubel.